# 兩岸兩會第九次高層會談
兩岸兩會第九次高層會談是兩岸兩會在上海舉行的第九次高層會談，是由台灣的財團法人海峽交流基金會（簡稱「海基會」）與中國大陸的海峽兩岸關係協會（簡稱「海協會」）所舉行的會談。